# نیک کنت

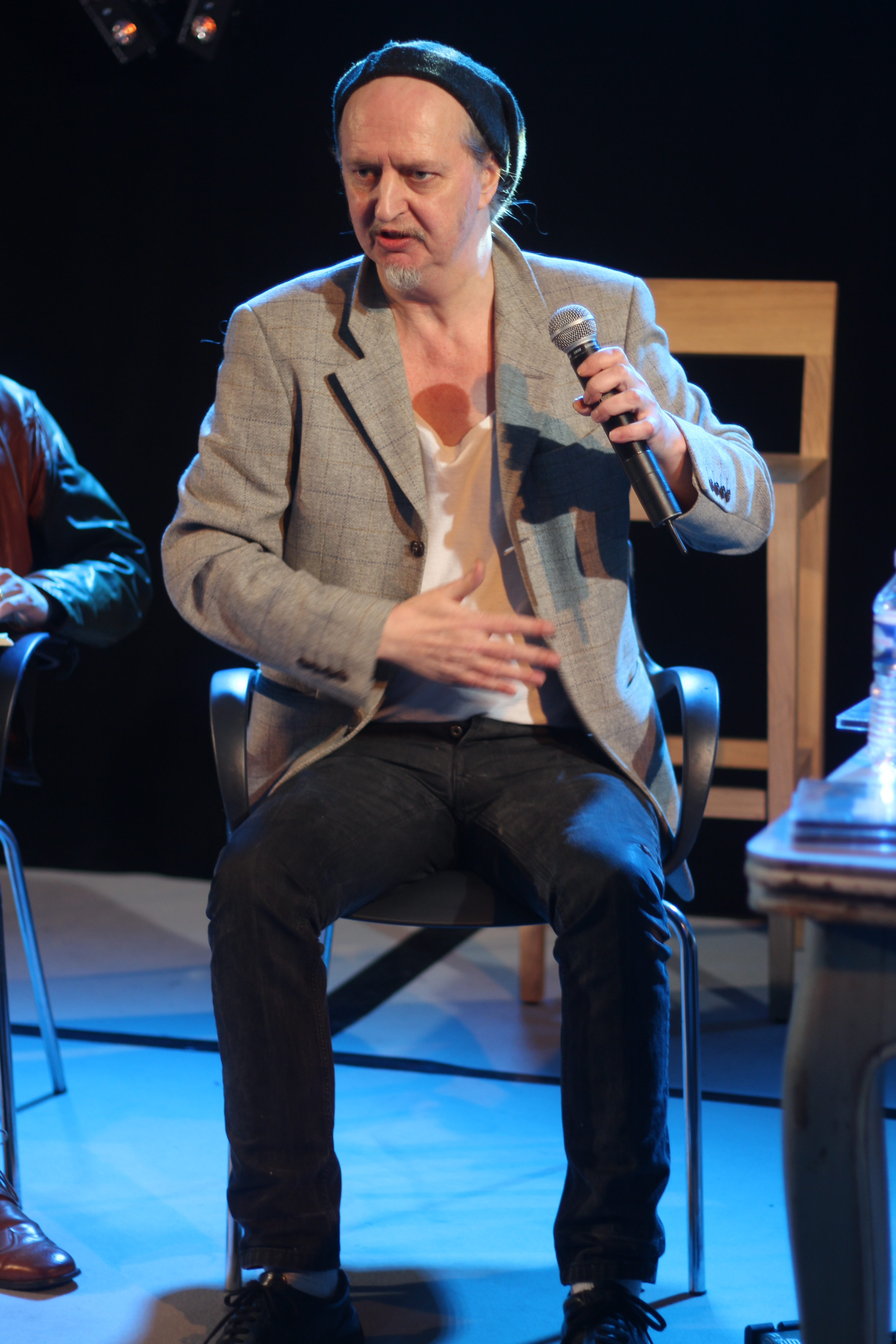
Kent in 2014

نیک کنت (به انگلیسی: Nick Kent) زاده‌ی ۲۴ دسامبر ۱۹۵۱، یک روزنامه‌نگار و منتقد موسیقی راک است.وی همراه با نویسندگانی نظیر Paul Morley، Charles Shaar Murray، Paul Rambali و Danny Baker از منتقدین مطرح موسیقی راک در ده‌ی هفتاد میلادی بشمار می‌آمدند.

## شروع فعالیت
پدر کنت،مهندس بود و وی نویسندگی خود را در سن ۲۱ سالگی،یعنی در سال ۱۹۷۱میلادی آغاز کرد.